# Patologisk anatomi
Patologisk anatomi (fra græsk: pathos "lidelse", logi "læren om", anatomia "dissektion", "opskæring") er læren om de strukturelle forandringer, omfattende makroskopiske, lys- og elektronmikroskopiske observationer, i væv og organer ved sygdomme.
Faget udøves af læger der har opnået speciallægeanerkendelse i "patologisk anatomi og cytologi".
| Lægevidenskab | Spire Denne artikel om lægevidenskab er en spire som bør udbygges. Du er velkommen til at hjælpe Wikipedia ved at udvide den. |